# Orthops basalis
Orthops basalis is een wants uit de familie van de blindwantsen (Miridae). De soort werd het eerst wetenschappelijk beschreven door Achille Costa in 1853 als Phytocoris basalis.

## Uiterlijk
Deze langwerpig ovaalvormige en altijd langvleugelige wants kan ongeveer 4,5 tot 5 mm groot worden en is nogal variabel van kleur. Het lichaam is voorzien van fijne gele beharing en kan donkerbruin met lichtbruine of gele tekening zijn, of donkergeel met bruine of zwarte tekening. Daarin verschilt de wants van Orthops campestris die er op lijkt maar meestal groen van kleur is. Het uiteinde van het ondoorzichtige deel van de voorvleugels (cuneus) loopt uit in een zwarte punt. De antennes zijn zwartbruin, de pootjes donkergeel met donkere stekels op de schenen. Orthops basalis kan verward worden met andere soorten uit het genus Orthops.

## Leefwijze
De soort kent één generatie per jaar en overwintert als volwassen wants. De volwassen wantsen kunnen gevonden worden vanaf juni terwijl ze zuigen aan zaden en bloemen van diverse schermbloemigen.

## Leefgebied
De soort komt veel voor in Nederland, overal waar schermbloemigen groeien. Het verspreidingsgebied strekt zich uit van Noord-Amerika, Noord-Afrika tot het Palearctisch gebied (Europa en Azië tot in West-Siberië).